# 2. marinska pehotna divizija (Wehrmacht)
Za druge 2. divizije glejte 2. divizija.
2. marinska pehotna divizija (izvirno nemško 2. Marine-Infanterie-Division) je bila marinska divizija v sestavi Kriegsmarine (Wehrmacht) med drugo svetovno vojno.

## Vojna služba
| Datum            | Korpus    | Armada             | Armadna skupina             | Področje (vir)  |
| april - maj 1945 | Korps Ems | Armada Blumentritt | Armadna skupina Severozahod | Severna Nemčija |

## Organizacija
- štab
- 5. marinski pehotni polk
- 6. marinski pehotni polk
- 7. marinski pehotni polk
- 2. marinski fusilerski bataljon
- 2. nadomestni bataljon
- 2. tankovskolovski bataljon
- 2. marinski artilerijski polk
- 2. marinski pionirski bataljon
- 2. komunikacijski bataljon
- 200. oskrbovalni polk

## Poveljstvo
Poveljnik
- Viceadmiral Ernst Scheurlen (11. februar 1945 - 8. april 1945)
- Kapitan Werner Hartmann (8. april 1945 - april 1945)
- Polkovnik Graf von Bassewitz  (april 1945 - 8. maj 1945)